# Seres István (zenetanár)
Seres István (Kolozsvár, 1929. augusztus 17. – Budapest, 1987. március 21.) zenetanár, dramaturg.

## Életpályája
1948–1953 között a kolozsvári Magyar Művelődési Intézetben és a Gheorghe Dima Zeneművészeti Főiskola hallgatójaként Nagy István (karvezetés), Jodál Gábor tanároknál végezte el. 1953–1957 között a moszkvai Pjotr Iljics Csajkovszkij Zeneművészeti Főiskolán Lorin Maazel és R. I. Gruber (zenetörténet) tanította; ösztöndíjasként zeneszerzést tanult. 1958–1972 között a kolozsvári Gheorghe Dima Zeneművészeti Főiskolán muzikológus tanár volt. 1973-tól a Budapesti Országos Filharmónia dramaturgja volt. 1977-től dramaturg-csoportvezető, valamint a budapesti Zeneművészeti Főiskola Zeneisk. Tanárképző Isk. Debreceni Tagozatának adjunktusa volt.